# Pomatocalpa marsupiale
Pomatocalpa marsupiale là một loài thực vật có hoa trong họ Lan. Loài này được (Kraenzl.) J.J.Sm. miêu tả khoa học đầu tiên năm 1913.